# Liocapsus langtang
Liocapsus langtang – gatunek pluskwiaka z rodziny tasznikowatych i podrodziny Mirinae.
Gatunek ten opisany został w 2007 roku przez T. Yasunagę i M.D. Schwartza.
Ciało samca podłużno-owalne, samicy owalne, z wierzchu silnie błyszczące, u samców długości od 6,3 do 6,9 mm, a u samic od 6,5 do 7,3 mm. Ubarwienie podstawowe ciała u samca ciemnobrązowe z jaśniejszymi elementami, u samicy jaśniejsze, u obu płci w szczegółach zmienne. Czułki samca całe ciemnoszarobrunatne, ich trzeci człon mniej niż dwukrotnie dłuższy od czwartego. Kołnierz żółtawobrązowy. Tarczka poprzecznie, wąsko pomarszczona. Płytki boczne śródtułowia i zatułowia szagrynowane lub omszone. Odwłok samca czekoladowobrązowy z żółtawymi elementami na segmentach genitalnych, samicy zaś jasnobrązowy, niekiedy z czerwonym podbarwieniem lub nieregularnie przyciemniony. Narządy rozrodcze samca o rozszerzonym i silnie skręconym spiculum vesicale. W narządach rozrodczych samicy torebka grzbietowa zaokrąglenie nabrzmiała.
Pluskwiak znany tylko z Parku Narodowego Langtang Himal w Nepalu.